# Liga dos Campeões da CAF de 1994
Foi a 30ª edição da competição anual mais importante de futebol realizada na região da CAF (África). O Espérance, da Tunisia, venceu a final e tornou-se pela primeira vez campeão da Africa.

## Clubes classificadas
| Pais                           | Equipe               |
| ------------------------------ | -------------------- |
| África do Sul                  | - Mamelodi Sundowns  |
| Angola                         | - Petro Atlético     |
| Argélia                        | - MC Oran            |
| Benim                          | - Dragons I'Ouémé    |
| Botswana                       | - Lobatse CS Gunners |
| Burquina Fasso                 | - Étoile Filante     |
| Cabo Verde                     | - Académica          |
| Camarões                       | - Racing Bafoussam   |
| Chade                          | - Postel 2000 FC     |
| Egito                          | - Zamalek            |
| Etiópia                        | - EEPCO FC           |
| Gabão                          | - AS Sogara          |
| Guiné                          | - AS Kaloum Star     |
| Libéria                        | - Mighty Barolle     |
| Lesoto                         | - Arsenal            |
| Ilhas Maurícias                | - Fire Brigade SC    |
| Marrocos                       | - Wydad Casablanca   |
| Mali                           | - Stade Malien       |
| Madagáscar                     | - BTM Antananarivo   |
| Mauritânia                     | - ASC Sonader Ksar   |
| Moçambique                     | - CD Costa do Sol    |
| Nigéria                        | - Heartland          |
| Namíbia                        | - Chief Santos       |
| Níger                          | - Zumunta AC         |
| Ruanda                         | - SC Kiyovu Sport    |
| República Democrática do Congo | - AS Vita Club       |
| República Centro-Africana      | - AS Tempête Mocaf   |
| Reunião                        | - JS Saint-Pierroise |
| Quênia                         | - Gor Mahia          |
| Serra Leoa                     | - East End Lions     |
| Essuatíni                      | - Mbabane Swallows   |
| Sudão                          | - Al-Merrikh         |
| Tanzânia                       | - Simba SC           |
| Tunísia                        | - Espérance          |
| Togo                           | - AC Semassi FC      |
| Uganda                         | - Express FC         |
| Zâmbia                         | - Nkana FC           |
| Zimbabwe                       | - Highlanders FC     |

## Rodada preliminar
| Equipe 1           | Total | Equipe 2         | 1.º jogo | 2.º jogo |
| ------------------ | ----- | ---------------- | -------- | -------- |
| EEPCO FC           | 5–4   | SC Kiyovu Sport  | 3–2      | 2–2      |
| Mighty Barolle     | w/o   | AC Semassi FC    | —        | —        |
| Extension Gunners  | 5–3   | Chief Santos     | 2–0      | 3–3      |
| JS Saint-Pierroise | 6–2   | Mbabane Swallows | 4–0      | 2–2      |
| ASC Sonader Ksar   | 2–0   | Académica do Sal | 2–0      | 0–0      |
| Postel 2000 FC     | 0–3   | AS Tempête Mocaf | 0–1      | 0–2      |

## Primeiro-Rodada
| Equipe 1       | Total       | Equipe 2          | 1.º jogo | 2.º jogo |
| -------------- | ----------- | ----------------- | -------- | -------- |
| Kaloum Star    | 1–3         | Tempête Mocaf     | 1–0      | 0–3      |
| Al-Merrikh     | 0–2         | Simba             | 0–1      | 0–1      |
| Arsenal        | 1–5         | Mamelodi Sundowns | 0–1      | 1–4      |
| Costa do Sol   | 4–3         | Saint Pierroise   | 2–0      | 2–3      |
| East End Lions | 2–2 (2–3 p) | Stade Malien      | 2–0      | 0–2      |
| Espérance      | 8–2         | Étoile Filante    | 5–0      | 3–2      |
| Fire Brigade   | 2–3         | BTM Antananarivo  | 1–1      | 1–2      |
| Gor Mahia      | 3–3 (g.f)   | EEPCO FC          | 2–0      | 1–3      |
| Heartland      | 6–1         | Zumunta AC        | 3–0      | 3–1      |
| MC Oran        | 4–2         | ASC Sonader Ksar  | 4–0      | 0–2      |
| Nkana          | dq          | Highlander        | —        | —        |
| Petro Atlético | 1–2         | Sogara            | 0–0      | 1–2      |
| Racing         | dq          | Dragons           | —        | —        |
| Vita           | 6–1         | Extension Gunners | 5–0      | 1–1      |
| Wydad          | 6–3         | AC Semassi FC     | 6–1      | 0–2      |
| Zamalek        | dq          | Express           | —        | —        |

- Highlanders saiu.

## Oitavas-Finais
| Equipe 1     | Total    | Equipe 2          | 1.º jogo | 2.º jogo |
| ------------ | -------- | ----------------- | -------- | -------- |
| Costa do Sol | 1–2      | Nkana             | 1–0      | 0–2      |
| Gor Mahia    | 2–3      | Zamalek           | 1–1      | 1–2      |
| Heartland    | 4–4 (gf) | Racing            | 1–2      | 3–2      |
| MC Oran      | 10–4     | Tempête Mocaf     | 7–4      | 3–0      |
| Simba        | 1–0      | BTM Antananarivo  | 1–0      | 0–0      |
| Stade Malien | 0–4      | Espérance         | 0–1      | 0–3      |
| Vita         | 4–4 (gf) | Mamelodi Sundowns | 2–1      | 2–3      |
| Wydad        | 0–3      | Sogara            | 0–1      | 0–2      |

## Quartas-Finais
| Equipe 1  | Total | Equipe 2  | 1.º jogo | 2.º jogo |
| --------- | ----- | --------- | -------- | -------- |
| Zamalek   | 3–2   | Sogara    | 1–0      | 2–2      |
| Vita      | w/o   | MC Oran   | —        | —        |
| Nkana     | 4–3   | Simba     | 4–1      | 0–2      |
| Espérance | 4–1   | Heartland | 3–0      | 1–1      |

## Semi-Finais
| Equipe 1  | Total | Equipe 2 | 1.º jogo | 2.º jogo |
| --------- | ----- | -------- | -------- | -------- |
| Espérance | 5–3   | MC Oran  | 3–1      | 2–2      |
| Zamalek   | 2–1   | Nkana    | 2–0      | 0–1      |

## Finais
| 04 de dezembro de 1994 | Zamalek | 0 – 0 | Espérance | Estádio Internacional do Cairo, Cairo |
|                        |         |       |           | Público: 90 000 Árbitro: Omer Yengo   |

| 17 de dezembro de 1994 | Espérance                               | 3 – 1 | Zamalek   | Estádio El Menzah, Tunes               |
|                        | Berkhisa 16' 62' Ben Neji 50' (pênalti) |       | Nssar 87' | Público: 50 000 Árbitro: Lim Kee Chong |

### Agregado
| Equipe 1  | Resultado | Equipe 2 |
| --------- | --------- | -------- |
| Espérance | 3-1       | Zamalek  |

## Campeão
| Liga dos Campeões da CAF 1994 - campeão |
| --------------------------------------- |
| Tunísia                                 |
| Espérance (1° Titúlo)                   |
| técnico - Faouzi Benzarti               |